# ألبرت أغازريان
ألبرت أرسين أغازريان (1950 - 30 يناير 2020) (بالأرمنية: Ալպերթ Աղազարեան) هو مؤرخٌ وباحثٌ فلسطيني أرمني، يُعرف لقيادته الوفد الإعلامي الفلسطيني لمؤتمر مدريد عام 1991 إلى جانب حنان عشراوي.

## حياته
ولد ألبرت أغازريان في عام 1950 في الحي الأرمني في البلدة القديمة في القدس لوالدين نازحين من الأناضول هربًا من المجزرة التي أشرف عليها حزب الاتحاد والترقي الحاكم للدولة العثمانية آنذاك بالأرمن. درس في كلية بيرزيت (أصبحت فيما بعد جامعة بيرزيت)، حيث نال درجة الدبلوم في الدراسات الشرق أوسطية عام 1970، ثم انتقل إلى الجامعة الأميركية في بيروت، حيث حصل منها على درجة البكالوريوس في العلوم السياسية، وبعدها حصل على درجة الماجستير في الدراسات العربية المعاصرة من جامعة جورجتاون عام 1979.
عمل ألبرت في صحيفة القدس بين عامي 1973-1976، وكان عضوًا مؤسسًا في جمعية الملتقى الفكري العربي في القدس عام 1977، كما عمل في الترجمة، حيث كان يجيد اللغات العربية والإنجليزية والفرنسية والأرمنية والعبرية والتركية والإسبانية، وعمل أستاذًا للتاريخ ثم مديرًا للعلاقات العامة في جامعة بيرزيت في الفترة ما بين 1979 حتى 2002.
في عام 2006 نال وسامًا رفيعًا من ملك بلجيكا ألبير الثاني تقديرًا لما قدمه من خدمات لشرح قضية القدس خصوصًا والقضية الفلسطينية عمومًا على الساحة الدولية.
أصدر كُتبًا بالشراكة مع مؤلفين آخرين، الأول كتاب بعنوان «خارج القدس؟: أصوات مسيحية من الأرض المقدسة» في عام 1997، والثاني كتاب بعنوان «أصوات مسيحية من القدس: عشية الألفية الثالثة» في عام 1998. كما شارك بدراسةٍ في كتابٍ جماعي صدر باللغة الفرنسية تحت عنوان «حوض المتوسط بين العقل والجنون» في عام 1998.
تُوفي في 30 يناير 2020 في مدينة القدس، عن عمرٍ ناهز السبعين.